# ديغ دوغ ديبير
ديغ دوغ ديبير (بالإنجليزية: Dig Dug Deeper)‏ ، هي لعبة فيديو إلكترونية من نوع مغامرات وأكشن ، أنتجت سنة 2001 وطورها شركة كرايترو لابز البريطانية ، ونشرها شركتي إنفوغرامز الفرنسية ونامكو اليابانية ، وهي إصدار اللعبة المستحسنة وتدعم شاشة الأبعاد الثلاثية.

## وصلات خارجية
- Dig Dug Deeper at MobyGames